# Onitis dimidiatus
Onitis dimidiatus là một loài bọ cánh cứng trong họ Bọ hung (Scarabaeidae).